# La Valdavia

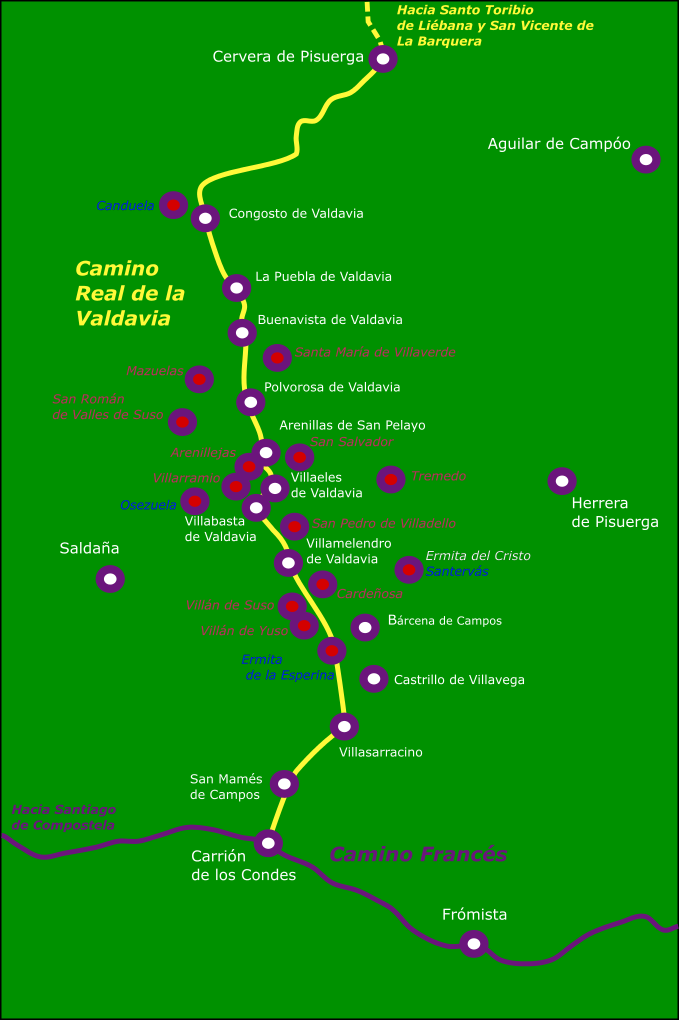
Despoblados del área del valle de la Valdavia.

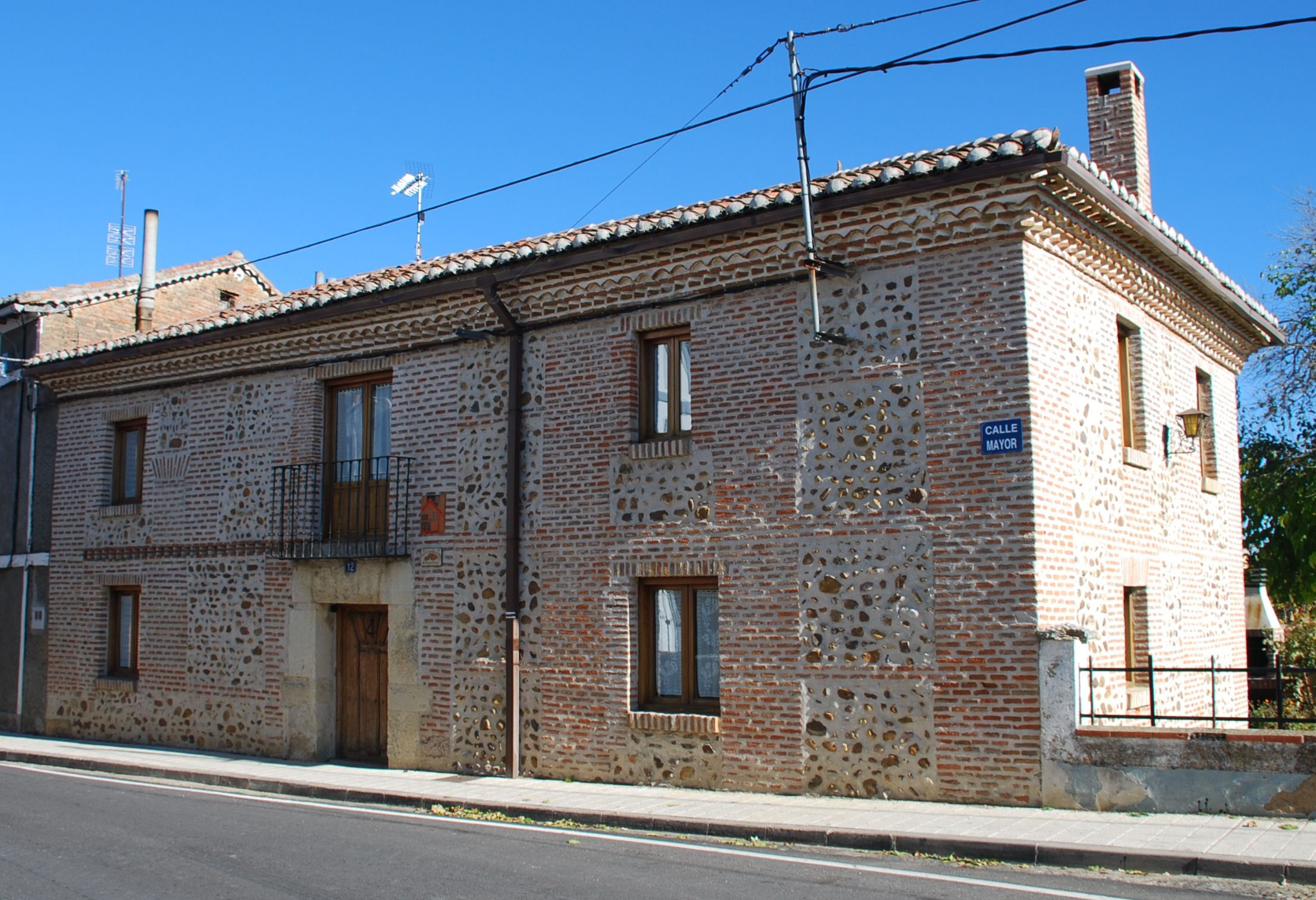
Casa del Mayorazgo de la Valdavia en Buenavista. En ella vivió don Juan González de Quijano y Velasco, fundador del Mayorazgo de las Diez Villas de la Valdavia a beneficio del abad y veinte clérigos de la villa de Carrión.

La Valdavia es una comarca del noroeste de la provincia de Palencia, comunidad autónoma de Castilla y León, España articulada en torno al río Valdavia, correspondiéndose con el espacio comprendido en el curso medio del mismo. Su capital es Buenavista de Valdavia.
No siempre se llamó Valle de la Valdavia, ni perteneció a la provincia de Palencia. Así el 18 de octubre de 1606, dentro de la prueba de Nobleza de Juan Samaniego de la Serna, que prueba su nobleza ante la Orden de Santiago para ser caballero de la misma, se hace referencia a su abuelo materno, Lucas de la Serna el cual nace en Villamelendro, Valle de Campos y se añade (León).
En 1828, el doctor Sebastián Miñano, miembro de la Real Academia de la Historia y de Sociedad de Geografía de París, en su Diccionario geográfico-estadístico de España y Portugal hace la siguiente descripción de  La Valdavia:

«VALDAVIA: Valle de Esp. en la prov. de Palencia part. de Carrion obispado de Leon compuesto de 10 villas que son Ayuela, Congosto, Polvorosa, la Puebla y su barrio, Renedo de Valdavia, Tavanera, Villanuño, Villaeles, Villaisla y Villamelendro, Villabasta, el lugar de Buenavista y 6 despoblados. Casi todo su terr. es montroso regado por el rio de su nombre y los productos generales son lino y centeno pero con muy buenas dehesas para mular y vacuno. Sus vecindarios y demás circunstancias se espresarán en los de los respectivos pueblos Contr. por el ramo de aguard. 476 rs 10 mrs »

Engloba los siguientes pueblos:
- Arenillas de Nuño Pérez
- Arenillas de San Pelayo
- Ayuela de Valdavia
- Bárcena de Campos
- El Barrio de la Puebla
- Barriosuso
- Buenavista de Valdavia
- Caserío Mazuelas
- Castrillo de Villavega
- Congosto de Valdavia
- Cornoncillo
- La Puebla de Valdavia
- Polvorosa de Valdavia
- Renedo de Valdavia
- Tabanera de Valdavia
- Valderrábano
- Valles de Valdavia
- Villabasta de Valdavia
- Villaeles de Valdavia
- Villamelendro de Valdavia
- Villanueva de Abajo
- Villanuño de Valdavia
- Villasila de Valdavia
- Villavega